# L'Homme idéal (film, 1997)
Pour les articles homonymes, voir L'Homme idéal.
Pour plus de détails, voir Fiche technique et Distribution.
L'Homme idéal est un film français réalisé par Xavier Gélin et sorti en 1997.

## Synopsis
Marie, incapable de choisir entre ses trois amants qui lui proposent le mariage, décide de les quitter. Les circonstances vont amener les trois hommes à se rencontrer. D'abord hostiles, Stéphane, Fabrice et Paul vont mutuellement se consoler...

## Fiche technique
- Titre : L’Homme idéal
- Réalisateur : Xavier Gélin, assisté de Norbert Damman et Jean-Christophe Delpias
- Scénario : Xavier Gélin, Pascal Légitimus, Jérôme Salle, Dominique Chaussois, Gilles Niego
- Musique : Costa Papadoukas
- Directeur de la photographie : Jean-Claude Aumont
- Cadreur : William Watterlot
- Ingénieur du son : Pierre Befve
- Mixage : Claude Villand
- Décorateur : Nicolas Prier
- Costumière : Valérie Pozzo di Borgo
- Scripte : Françoise Thouvenot
- Casting : Nicole-Agnès Cottet
- Monteur : Yves Deschamps
- Montage son : Agathe Devaux-Charbonnel
- Chef maquilleuse : Françoise Andrejka
- Chef coiffeuse : Piou Descros
- Date de tournage : 1996-1997
- Directeur de production : François Hamel
- Producteur délégué : Stéphane Marsil
- Coproducteur : Paul Claudon
- Pays d’origine :  France
- Sociétés de production : CAPAC - France 2 Cinéma - Hugo Films - Polygrama Audiovisuel
- Distributeur d'origine : Polygram Film Distribution
- Format : couleur — 35 mm — stéréo
- Genre : comédie
- Durée : 99 minutes (1 h 39)
- Dates de sortie :
  - 17 septembre 1997 en France
  - 26 septembre 1997 en Suisse
  - 1er octobre 1997 en Belgique

## Distribution
- Pascal Légitimus : Stéphane
- Christophe Malavoy : Fabrice
- Daniel Russo : Paul
- Amélie Pick : Marie
- Zabou : Madeleine
- Fanny Cottençon : Claire
- Mylène Demongeot : Guillemette
- Christine Boisson : Nicole
- Patrice Melennec : Yves, le père de Marie
- K-mel : Grégoire
- Marie Fugain : Sabine
- Christian Bujeau : le ministre
- François Berléand : l’homme du Balto
- Sébastien Cotterot : l'agent immobilier
- Daniel Vérité : le docteur Beauchamps
- Philippe Lebas : Gérard Thibaut
- Marco Bisson : Gilles
- Sylvain Rougerie : M. Vendel
- Alain Moussay : le comptable
- Isabelle Leprince : Mme Vendel